# Léonid Kameneff
Léonid Kameneff (Parigi, 13 gennaio 1937 – Tolone, 12 marzo 2023) è stato un insegnante e psicologo francese, fondatore nel 1969 di una scuola alternativa su barca a vela, sulla quale, in tempi recenti, si è scoperto che venivano commessi reati a sfondo sessuale su minori.

## Biografia
Figlio di un rifugiato russo e di una ristoratrice della Borgogna, nel 1969 fondò l'École en bateau, un'esperienza di scuola alternativa, con la quale intendeva educare i bambini attraverso la scoperta del mondo in barca a vela.
Nel 1994 venne coinvolto in uno scandalo quando un adolescente lo denunciò per stupro. Kameneff inizialmente si dichiarò colpevole dei fatti, ma quando l'adolescente modificò la sua versione per ridurre la gravità dei danni, Kameneff ritrattò tutto e il caso venne archiviato.
Una nuova denuncia contro di lui venne presentata nel 2000, seguita da altre denunce che lo accusavano di diversi stupri perpetrati tra il 1979 e il 1992. Rifugiatosi in America Latina, Kamenev venne arrestato ed estradato dal Venezuela nel 2008.
Il processo contro il fondatore de l'École en bateau e di tre ex membri dell'equipaggio accusati di stupro e violenza sessuale si svolse nel marzo 2013. Nel corso del processo Kameneff affermò che tutte le affermazioni di una delle vittime erano vere sebbene in precedenza avesse sempre negato le accuse. 
Il 22 marzo 2013 Kameneff è stato condannato a 12 anni di reclusione dalla Corte d'Assise dei minori di Parigi, che lo ha dichiarato colpevole di stupro e abusi sessuali su cinque ragazzi negli anni '80 e '90. Viene scarcerato alla fine del 2016, con l'obbligo di indossare il braccialetto elettronico.

## Pubblicazioni
- Écoliers sans tablier (1979), edizioni Jean-Claude Sinoëns, Parigi.

## Filmografia

### Sceneggiatore
- Phares d'ouest (1990)

### Attore
- Phares d'ouest (1990)